# 카스퍼 뢰이스트
카스파어 뢰이스트(Kaspar Röist, ? ~ 1527년 5월 6일)는 바티칸 스위스 근위대의 3대 사령관으로 1524년 사령관이 되었으나 1527년 로마 약탈 당시 성 베드로 대성전의 계단에서 카를 5세의 군대와 싸우다 전사했다.